# 有馬駅
有馬駅（ありまえき）は、かつて兵庫県有馬郡有馬町乙倉谷（現・神戸市北区有馬町）にあった、鉄道省有馬線の駅（休止駅）である。有馬線の休止（実態は廃止）に伴い、1943年（昭和18年）に休止されたままとなっている。

## 歴史
1915年（大正4年）に有馬線の開業に伴い、終着駅として当駅も開業した。当駅は有馬温泉の温泉街の最寄り駅として、時計塔や駅前広場を持つ大掛かりな物であったが、1928年（昭和3年）11月28日に神戸有馬電気鉄道有馬線の開通により、温泉街により近い有馬温泉駅（当駅から南に700 m程離れている）が開業したため、客足を奪われる事となった。
開業に先立ち、当駅のすぐそばを流れる有馬川に「乙倉橋」という木橋が架けられたが、1928年に鉄筋コンクリート橋に架け替えられた（1995年（平成7年）に阪神・淡路大震災で被災したため、再改修されている）。

### 年表
- 1915年（大正4年）4月16日：有馬鉄道の開業に伴い開業[1]。同時に鉄道院が借り上げ。
- 1919年（大正8年）3月31日：有馬鉄道が国有化され、有馬軽便線所属となる[2]。
- 1922年（大正11年）9月2日：線路名称改定により、有馬線所属となる[2]。
- 1943年（昭和18年）7月1日：有馬線の休止に伴い休止駅となる[3]。

## 駅構造
単式ホーム2面2線のみを持つ地上駅。開設時は、旅客用に単式ホーム1面1線と機回し線、留置線を1線有した。また、留置線には小さいながらも給水塔が設置されていた。

## 廃止後の現状
運行休止後、有馬駅の駅舎はそのまま残されていたが、1961年（昭和36年）に発生した水害によって土砂に半分以上埋もれて破損し、その後解体された。
1962年4月には芦有開発が運営する芦有バス・芦有タクシーの有馬営業所が、旧有馬駅跡（有馬町字乙倉谷189-2）におかれた。駅の南側には、大阪鉄道管理局の有馬保健指導所有馬分室（有馬町桃源洞町1401）がおかれた。
1968年頃には、芦有バス・芦有タクシーの有馬営業所が移転すると、旧有馬駅跡には診療所（先山病院クリニック）がおかれた。2013年当時は、駅跡には診療所とこの法人の関連施設である宿泊施設「ミント・リゾートイン・アリマ」が建っていたが、2025年時点では更地になっており往時を偲べるものは残されていない。ただし乙倉橋には「有馬駅と乙倉橋」という看板が残されている。また、大阪鉄道管理局有馬保健指導所有馬分室のあった敷地は更地になっていて、現在もJR西日本が管理している。

## 隣の駅
鉄道省
有馬線
有馬口駅 - 有馬駅